# Dick Schoof
Hendrikus Wilhelmus Maria (Dick) Schoof (Santpoort, 8 maart 1957) is een Nederlands politicus en voormalig ambtenaar. Hij is sinds 2 juli 2024 de partijloze minister-president van Nederland in het kabinet-Schoof, dat vanaf 3 juni 2025 demissionair opereert. Tot en met 28 mei 2024 was hij secretaris-generaal van het ministerie van Justitie en Veiligheid. Eerder was hij directeur-generaal van de Algemene Inlichtingen- en Veiligheidsdienst (AIVD) en Nationaal Coördinator Terrorismebestrijding en Veiligheid (NCTV).

## Jeugd en studie
Schoof werd geboren in Santpoort en groeide vanaf zijn achtste op in Hengelo. Hij is de een-na-jongste uit een katholiek gezin met zeven kinderen. Zijn tien jaar oudere broer Nico Schoof is oud-burgemeester.
Van 1969 tot 1975 volgde Schoof het vwo aan het R.K. Lyceum De Grundel te Hengelo. Hij studeerde vervolgens van 1975 tot 1982 planologie aan de Katholieke Universiteit Nijmegen. Hij was lid van de studentenroeivereniging Phocas, waar hij in 1979-1980 voorzitter van het 33ste bestuur was.

## Ambtelijke carrière

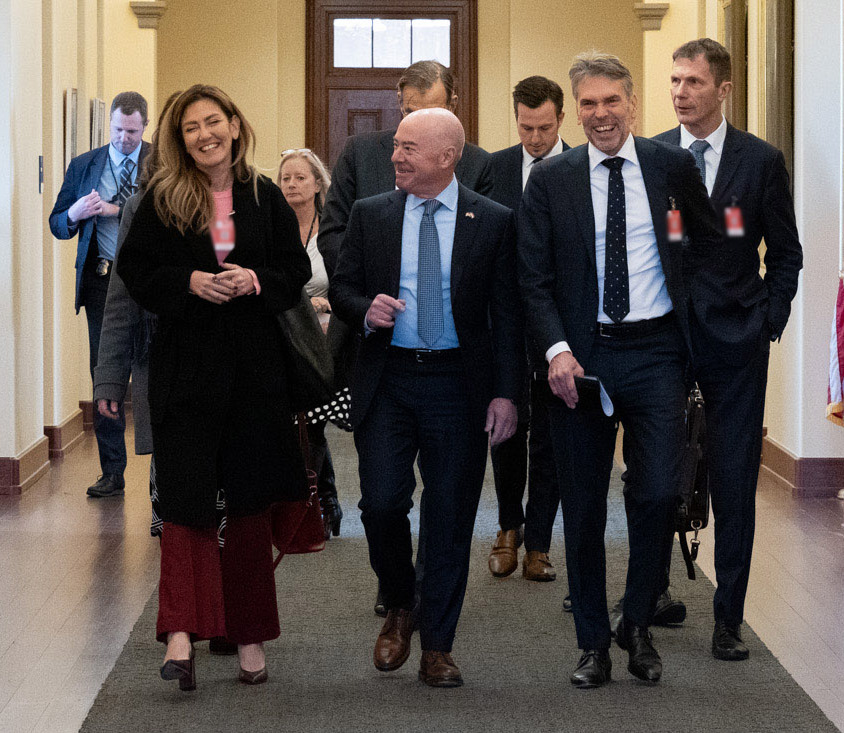
Schoof tijdens een ontmoeting met de Amerikaanse minister van Binnenlandse Veiligheid Alejandro Mayorkas in 2022

Na zijn afstuderen werd Schoof beleidsmedewerker onderwijs bij de Vereniging van Nederlandse Gemeenten (VNG). In 1988 stapte hij over naar het ministerie van Onderwijs, Cultuur en Wetenschappen (OCW), waar hij verschillende functies vervulde. In de periode 1996-1999 was hij plaatsvervangend secretaris-generaal van het ministerie van Justitie. 
Van 1999 tot 2003 was Schoof hoofddirecteur van de Immigratie- en Naturalisatiedienst (IND) en aan het einde van die periode werd hij ook project-directeur-generaal Vreemdelingenwet 2000. Daarna werd hij directeur-generaal Openbare Orde en Veiligheid (DGOOV) bij het ministerie van Binnenlandse Zaken en Koninkrijksrelaties (BZK), waar hij het initiatief nam voor een Strategie Nationale Veiligheid en de aanpak van radicalisering naar zich toe trok, wat eigenlijk tot het domein van het ministerie van Justitie behoorde. Dienovereenkomstig was Schoof aanvankelijk ook een tegenstander van de in 2004 ingestelde functie van Nationaal Coördinator Terrorismebestrijding (NCTb).
In 2010 was Schoof een van de architecten van het nieuwe ministerie van Veiligheid en Justitie, waar het directoraat-generaal Veiligheid van het ministerie van Binnenlandse Zaken in werd opgenomen en dat zodoende naast het Openbaar Ministerie voortaan ook de politie omvatte. Zelf werd Schoof eind 2010 directeur-generaal Politie op dit "superministerie" en als zodanig belast met de vorming van de nieuwe Nationale politie. De kritiek op dit zeer moeizame project trof echter vooral minister Ivo Opstelten en de eerste nationale korpschef Gerard Bouman.

### Nationaal Coördinator Terrorismebestrijding en Veiligheid

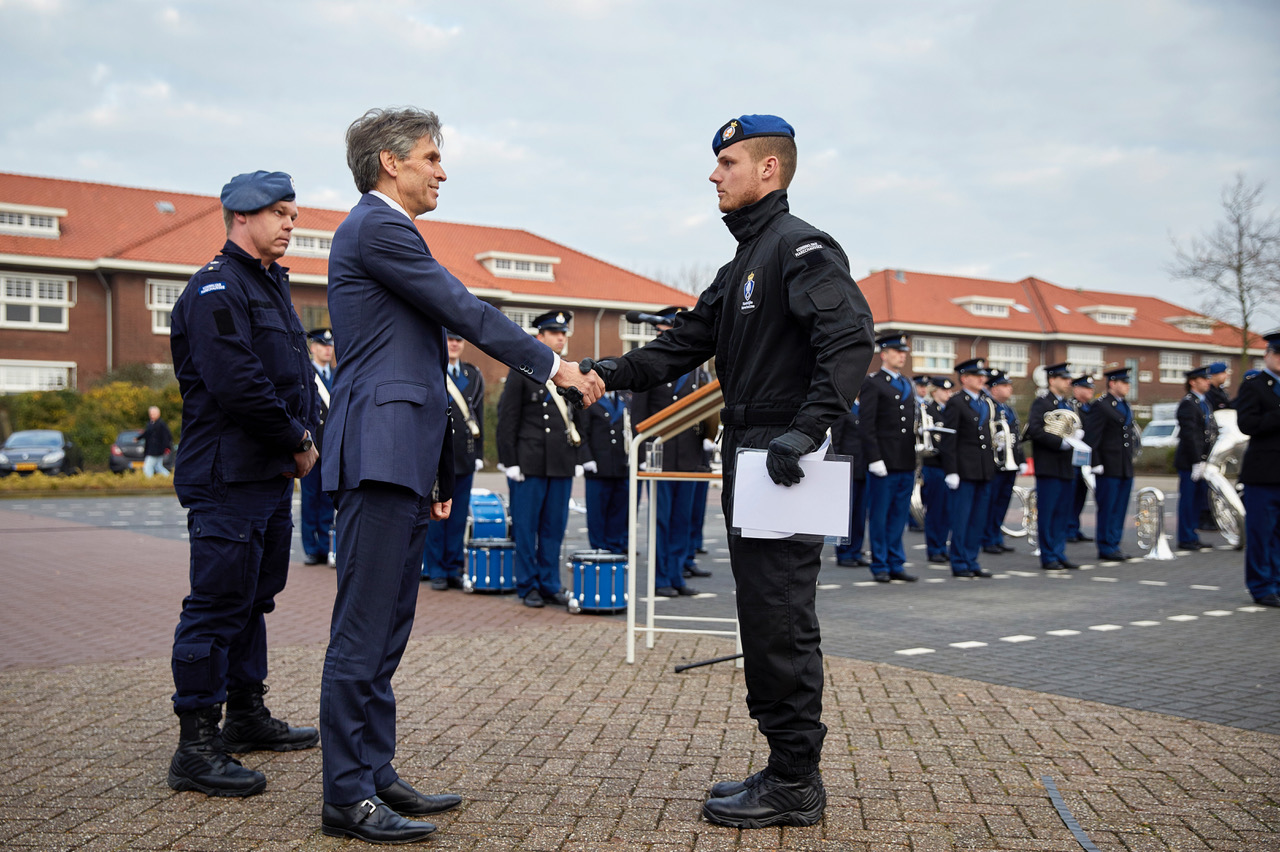
Schoof bij een Gereedstelling Ceremonie Hoog Risico Beveiliging

Nadat Schoof vergeefs had gepoogd om secretaris-generaal van Justitie en van Defensie te worden, volgde hij per 1 maart 2013 Erik Akerboom op als Nationaal Coördinator Terrorismebestrijding en Veiligheid (NCTV), de functie waar hij aanvankelijk zo kritisch tegenover stond. In de vijf jaar als NCTV kreeg hij onder meer te maken met het neerschieten van vlucht MH17 op 17 juli 2014 en was hij ook over andere onderwerpen op het gebied van nationale veiligheid regelmatig in de media te zien.
Een onafhankelijk onderzoek naar het optreden van de overheid na de MH17-ramp concludeerde dat de NCTV in die tijd "te veel naar binnen gekeerd was en weinig samenwerkte met andere overheidsdiensten". Volgens opgevraagde documenten heeft Schoof voor de publicatie van het onderzoek geprobeerd druk te zetten om de conclusies af te zwakken en de samenstelling van de onderzoekscommissie te veranderen. In een reactie op deze onthulling reageerde het ministerie van Justitie en Veiligheid dat deze pogingen tot beïnvloeding zouden zijn mislukt.
Uit interne documenten opgevraagd door NRC bleek in 2024 dat Schoof sinds 2014 de NCTV burgers heeft laten volgen met online nepaccounts, terwijl juristen hem meermaals waarschuwden dat dit juridisch waarschijnlijk niet toegestaan was. Tegenover NRC bevestigden meerdere bronnen dat Schoof over de kwestie tegen een medewerker gezegd zou hebben dat "wie nog een keer over die grondslag begint, zijn spullen [kan] pakken". Het ging hierbij om het heimelijk volgen van onder meer "politieke campagneleiders, religieuze leiders, linkse en rechtse activisten".
In een uitzending van WNL op Zondag noemde Schoof Kick Out Zwarte Piet (KOZP) een beweging "die mogelijk extremistisch wordt en dan ook geweld kan gaan gebruiken", waardoor het in 2017 in het jaarlijkse Dreigingsbeeld Terrorisme Nederland werd opgenomen. Na een klacht van KOZP kwam de NCTV hier in 2019 op terug, en noemde het nu een "activistische organisatie" die "de politieke besluitvorming tracht te beïnvloeden binnen de grenzen van de wet".

### Directeur-generaal van de AIVD
Per 17 november 2018 volgde Schoof Rob Bertholee op als directeur-generaal van de Algemene Inlichtingen- en Veiligheidsdienst (AIVD). Hij vond deze dienst te veel naar binnen gekeerd en wilde daar verandering in aanbrengen, onder meer door het op 2030 gerichte traject Beagle, meer transparantie en betere relaties met externe partners. Ook kreeg Schoof te maken met kritiek op twee ambtsberichten die de dienst had doen uitgaan over het islamitische Cornelius Haga Lyceum in Amsterdam, alsmede met de kritische blik van de nieuw opgerichte Toetsingscommissie Inzet Bevoegdheden (TIB).

### Secretaris-generaal van Justitie en Veiligheid
Na vijftien maanden bij de AIVD vertrok Schoof om met ingang van 1 maart 2020 secretaris-generaal bij het ministerie van Justitie en Veiligheid te worden, een functie die onverwacht vrijkwam, maar die Schoof volgens menigeen altijd al wilde vervullen, al was het maar om te zorgen dat dit door problemen geplaagde ministerie eindelijk beter zou gaan functioneren. Bij de AIVD werd hij opgevolgd door voormalig korpschef van de politie Erik Akerboom.

## Minister-president

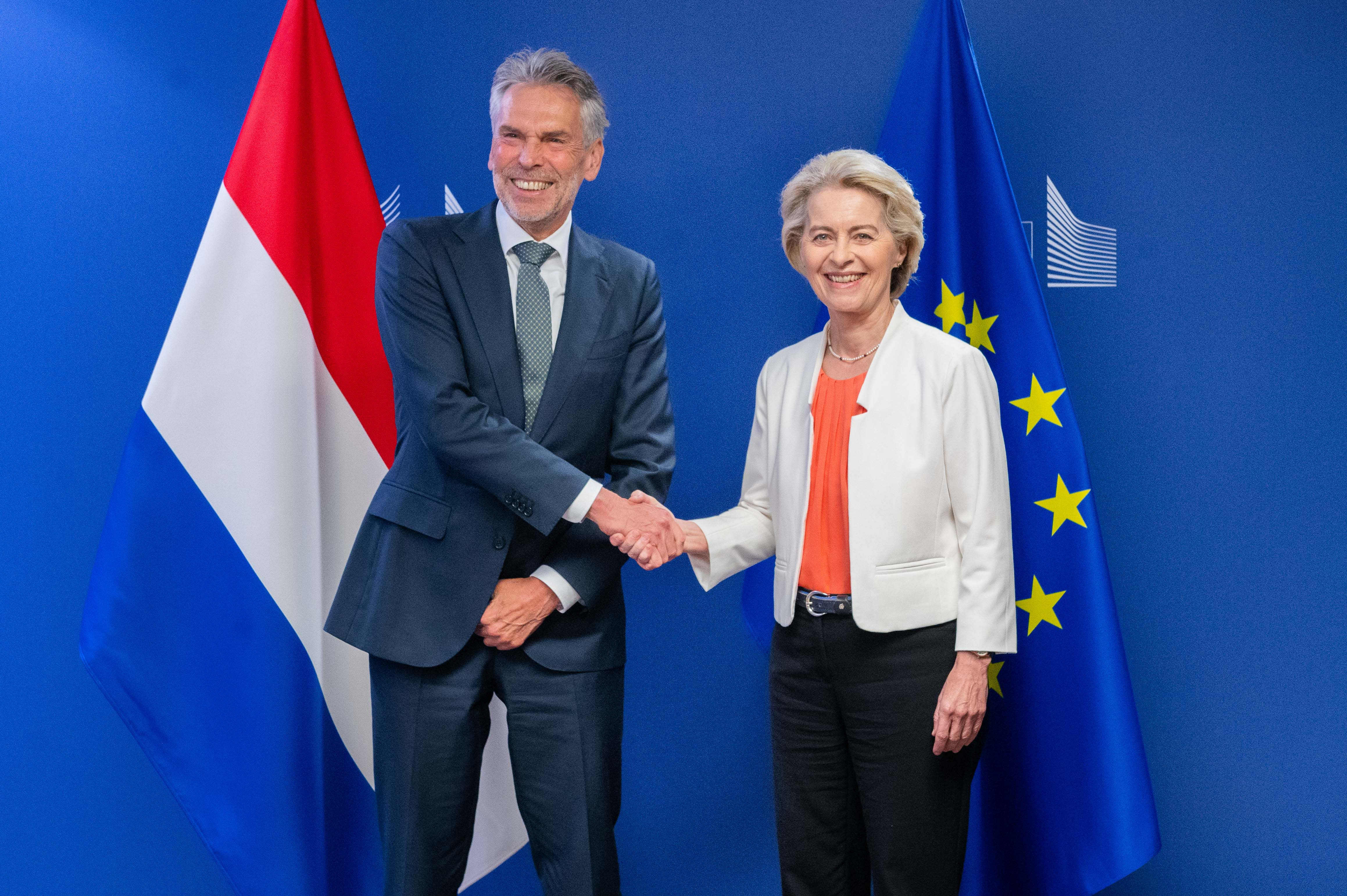
Schoof met voorzitter van de Europese Commissie Ursula von der Leyen in 2024

Tijdens de kabinetsformatie van 2023-'24 werd Schoof op 28 mei 2024 voorgedragen als minister-president door de onderhandelende partijen PVV, VVD, NSC en BBB. Dit gebeurde nadat Geert Wilders (PVV), partijleider van de grootste partij in de Tweede Kamer, onvoldoende steun kreeg om zelf premier te worden en voormalig PvdA-minister Ronald Plasterk zich had teruggetrokken als premierskandidaat.

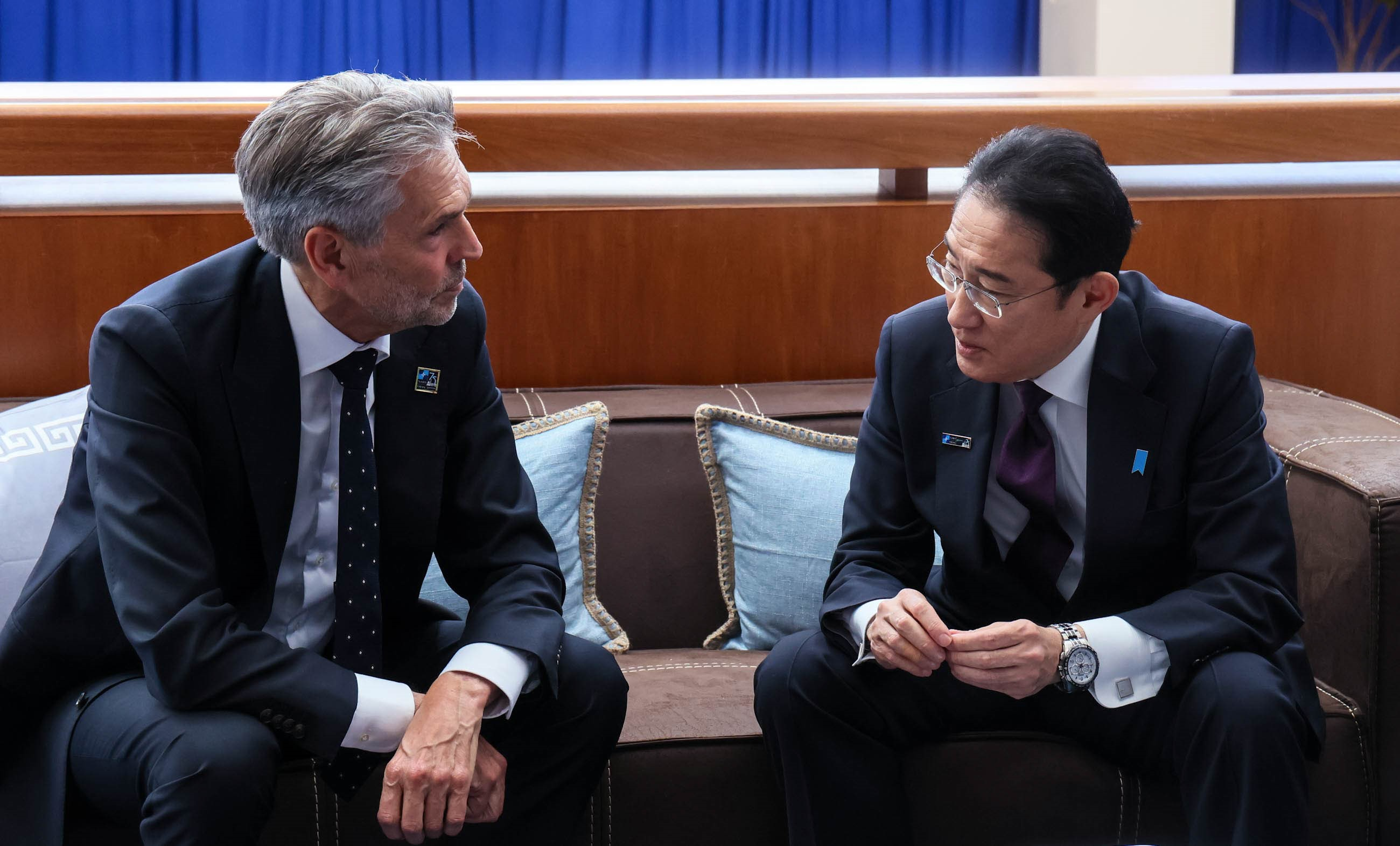
Dick Schoof met de premier van Japan, Fumio Kishida in 2024

Op 2 juli 2024 werd Schoof beëdigd als minister-president. Met zijn leeftijd van 67 jaar en 116 dagen bij eerste beëdiging is hij de oudste minister-president ooit beëdigd in de Nederlandse geschiedenis. Een debat twee dagen later in de Tweede Kamer over de regeringsverklaring van het kabinet werd als chaotisch getypeerd. Schoofs verdediging tegen beschuldigingen van racisme aan het adres van kabinetsleden werd door PVV-leider Geert Wilders als "lam" omschreven en het debat werd later opgeschort zodat Schoof minister van Volksgezondheid Fleur Agema (PVV) kon berispen voor het verstoren van het debat via een live-tweet.
Schoof presenteerde op 13 september 2024 het "regeerprogramma" van het kabinet, waarin het tussen de coalitiepartijen gesloten hoofdlijnenakkoord verder werd uitgewerkt. Het herhaalde de intentie van het kabinet om een asielcrisis uit te roepen, waarmee de eerste parlementaire goedkeuring werd omzeild. Schoof verklaarde dat burgers een asielcrisis doormaakten, maar zei dat hij geen voorwaarden of een tijdlijn voor de oplossing ervan kon specificeren. Toen documenten van ambtenaren het standpunt innamen dat het gebruik van noodbevoegdheden geen juridische rechtvaardiging had, uitte Nicolien van Vroonhoven (NSC) haar zorgen, terwijl Wilders waarschuwde dat het kabinet in de problemen zou kunnen komen als er geen noodwet zou worden aangenomen. Schoof faciliteerde vervolgens onderhandelingen tussen de coalitiepartijen en in oktober 2024 werd een akkoord bereikt over asielmaatregelen die het gebruik van noodbevoegdheden uitsloot.

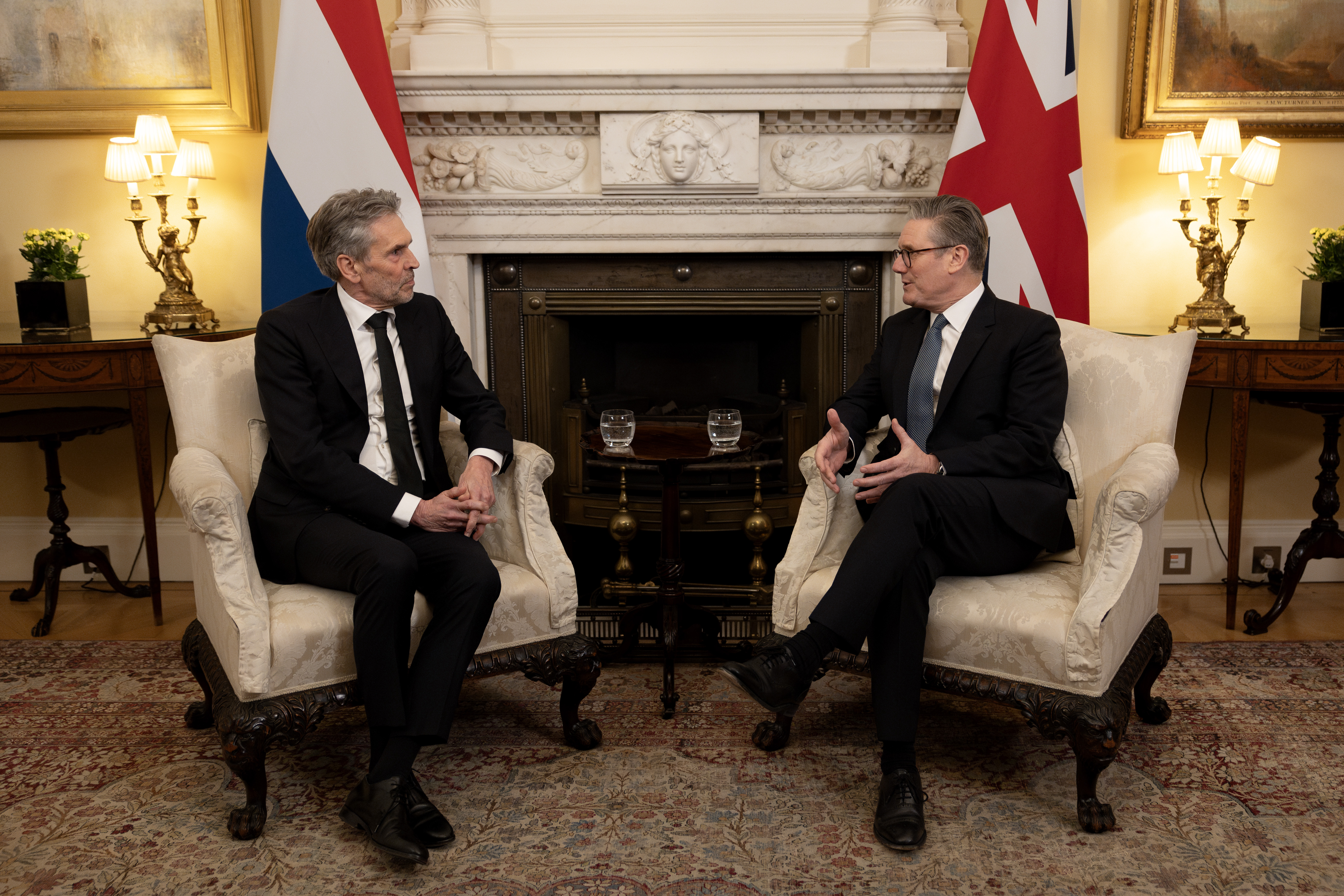
Dick Schoof met de Britse premier Keir Starmer in 2025

Na de rellen in Amsterdam in november 2024 zei Schoof dat hij zich "schaamde" en "geschokt was door de antisemitische aanvallen op Israëlische burgers." Hij noemde de situatie "volstrekt onaanvaardbaar" en voegde eraan toe dat "de daders zullen worden geïdentificeerd en vervolgd." Hij gaf een specifieke groep jongeren met een migratieachtergrond de schuld van de aanslagen en zei dat de gebeurtenissen wezen op een breder integratieprobleem. Schoof annuleerde zijn aanwezigheid bij de Klimaatconferentie van de Verenigde Naties in 2024 om de reactie van de Nederlandse regering te monitoren. Op 15 november kondigde staatssecretaris Nora Achahbar haar ontslag aan vanwege "polariserende interacties in de afgelopen weken." Media meldden beledigende, radicale en potentieel racistische opmerkingen over de aanslagen in Amsterdam tijdens een vergadering van de Raad van Ministers. Schoof nodigde de leiders van de vier coalitiepartijen uit om zich bij het kabinet aan te sluiten voor crisisbesprekingen om een kabinetsval te voorkomen, en ze stemden er uiteindelijk mee in dat andere kabinetsleden van de NSC zouden aanblijven. Schoof ontkende beschuldigingen van racisme binnen het kabinet en de coalitiepartijen.

## Politieke standpunten
Bij zijn aantreden als premier in mei 2024 beloofde Schoof het regeerakkoord uit te voeren. Hij benadrukte dat hij zou optreden als een onpartijdige politicus en zich niet bij de PVV zou aansluiten, maar hij zei dat hij de zorgen over immigratie, asiel en vluchtelingen, sociale zekerheid, boeren en internationale veiligheid deelde met de partijen in zijn kabinet. In een later interview stelde Schoof dat het regeerakkoord hem niet bijzonder aansprak: ‘Als iets je aanspreekt, raakt het ook je hart. Maar het was een normaal akkoord, zonder rabiate punten, waar ik naar toe kon gaan. Ik zeg natuurlijk ‘ja’.”
Schoof beloofde een strengere aanpak van immigratie te zullen hanteren, waarbij hij verklaarde dat hij de huidige asiel- en migratieniveaus beschouwt als een druk op de samenleving, met name op de sociale voorzieningen en de cohesie. Hij betoogde dat Nederland een selectievere aanpak zou moeten hanteren bij het toelaten van migranten om een duurzaam demografisch evenwicht te garanderen. Hij suggereerde dat de arbeidsmigratiecijfers zouden kunnen worden aangepast om een gewenste toestand van de economie te ondersteunen, en hij stelde voor om asielaanvragen te beoordelen op basis van individuele omstandigheden in plaats van op brede landspecifieke richtlijnen.

## Privé
Schoof heeft een vriendin en met zijn ex-vrouw twee uit China geadopteerde dochters. Schoof loopt als hobby marathons.
- Gemeinsame Normdatei: 1331047684
- Nederlandse Thesaurus van Auteursnamen: 068611498
- Parlement.com: vhy1hxgpp6zh
- Virtual International Authority File: 7472171732607609080009

Schimmelpenninck ·
De Kempenaer ·
Thorbecke ·
Van Hall ·
Van der Brugghen ·
Rochussen ·
Van Zuylen van Nijevelt ·
Van Heemstra ·
Fransen van de Putte ·
Van Zuylen van Nijevelt ·
Van Bosse ·
De Vries ·
J. Heemskerk ·
Kappeyne van de Coppello ·
Van Lynden van Sandenburg ·
Mackay ·
Van Tienhoven ·
Roëll ·
Pierson ·
Kuyper ·
De Meester ·
T. Heemskerk ·
Cort van der Linden ·
Ruijs de Beerenbrouck ·
Colijn ·
De Geer ·
Gerbrandy ·
Schermerhorn ·
Beel ·
Drees ·
De Quay ·
Marijnen ·
Cals ·
Zijlstra ·
De Jong ·
Biesheuvel ·
Den Uyl ·
Van Agt ·
Lubbers ·
Kok ·
Balkenende ·
Rutte ·
Schoof